# Арсанукаев, Муса Килабович
Муса Килабович Арсанукаев (14 августа 1952, Лениногорск, Восточно-Казахстанская область — 31 августа 2024, Махачкала) — чеченский писатель и журналист, Заслуженный журналист Чеченской Республики, член Союза писателей России, Народный писатель Чеченской Республики.

## Биография
В 1958 году вернулся из депортации на историческую родину. Окончил Чири-Юртовскую среднюю школу. В 1969 году поступил на филологический факультет Чечено-Ингушского государственного университета. Первые рассказы начал писать ещё будучи студентом. Хотя они пользовались успехом среди сокурсников, автор писал их в стол, так как не считал их совершенными. В 2009 году в детском журнале «Стелаӏад» был опубликован его первый рассказ. Дебютная работа получила хорошие отзывы, после чего Арсанукаев начал публиковаться в республиканских литературных журналах «Орга» и «Вайнах».
В 1975 году окончил университет и 27 лет работал в родной школе, где прошёл путь от преподавателя литературы, русского и чеченского языков до завуча и директора школы. В 1990 году работал в Гвинее-Бисау преподавателем русского языка. В начале 2000-х годов из-за войны вынужден был жить в Кабардино-Балкарии. В этот период он занимался переводом чеченских сказок на русский язык.
После возвращения на родину, в 2004—2007 годы работал главой сельского поселения Чири-Юрт. В 2009—2014 годах — корреспондент газеты «Даймохк» и заместитель главного редактора газеты «Хьехархо» (с чеч. — «Учитель»). В 2013 году ему было присвоено звание Заслуженного журналиста Чеченской Республики.
Работал журналистом телерадиокомпании «Путь» в Грозном. Писал на чеченском и русском языках. Был автором ряда произведений для детей.
Умер 31 августа 2024 года в Махачкале в результате автомобильной аварии.

## Награды
- Народный писатель Чеченской Республики (25 апреля 2022) — за вклад в развитие и сохранение чеченского языка, безупречную добросовестную работу и в связи с Днем чеченского языка

### на чеченском языке
- Дуьненан халкъийн туьйранаш (Сказки народов мира) — в соавторстве с другими писателями-переводчиками. Москва, изд-во «Эксмо», 2004 год;
- Бераллин гIенаш (Сны детства). Чебоксары, изд-во «Чувашия», 2016 г.;
- Аттйокх екачохь (Там, где поют птицы). Грозный, изд-во «Грозненский рабочий», 2017 г.;
- Седарчийн йоза. Повесть, рассказы, переводы, очерки. Грозный, изд-во «Грозненский рабочий», 2021 г.

### на русском языке
- Юный предсказатель (сборник рассказов для детей; в соавторстве с другими писателями). Чебоксары, изд-во «Чувашия», 2015 г.;
- Литературно-географический атлас Чеченской Республики (в качестве литературного редактора и автора статей). Нальчик, изд-во «Тетраграф», 2018 г.;
- Горсть родной земли. Повесть, рассказы, киносценарий. Махачкала, изд-во «Формат», 2022 г.

### на английском языке
- Облака из детства. Рассказы для детей. Голландия, изд-во «Аризон», 2022 г.

### на голландском языке
- Солнечные дни. Рассказы для детей. Голландия, изд-во «Аризон», 2022 г.